# Tununguá
Tununguá – miasto w Kolumbii, w departamencie Boyacá.